# Hậu Mân
Hậu Mân (giản thể: 后缗; phồn thể: 後緡) là vợ của đế Tướng và mẹ của Thiếu Khang - các vua nhà Hạ trong lịch sử Trung Quốc.
Căn cứ vào nhiều thư tịch cổ ghi chép thì Hậu Mân vốn là con gái một gia đình quyền thế của nước Hữu Nhung, thời kỳ đế Tướng nhà Hạ bị Hậu Nghệ đánh đuổi chạy từ nước Châm Tầm sang nước Châm Quan có qua nước Hữu Nhung được cha mẹ bà giúp đỡ rồi gả bà cho nhà vua.
Ít lâu sau Hậu Nghệ mở cuộc truy sát tổng lực vây đánh rất gắt gao khiến đế Tướng cùng đường phải tự vẫn chết, Hậu Mân khi đó đang có mang phải chui qua lỗ tường rồi được các đại thần thân tín của nhà Hạ dẫn đi trốn thoát về quê ngoại là nước Hữu Nhung.
Tại quê nhà Hậu Mân sinh được người con trai đặt tên là Thiếu Khang. Từ nhỏ bà đã kể cho con nghe công tích của tổ tiên là Hạ Vũ trị thủy ra sao; tiếp đến đời Thái Khang ham mê săn bắn mất nước thế nào, rồi ông nội là Trọng Khang và cha là đế Tướng đều chết một cách uất hận. Bà dạy dỗ con phải nuôi ý chí phục hưng cơ nghiệp và luôn nhắc nhở con không quên mối thù nợ máu.
Sau này vua Thiếu Khang sở dĩ đánh bại được Hàn Trác ổn định quốc gia cũng nhờ vào phần lớn công lao giáo dục của bà.